# Don Walchuk
Don Walchuk (* 6. März 1963 in Melville, Saskatchewan) ist ein kanadischer Curler. 
Sein internationales Debüt hatte Walchuk im Jahr 1988 bei der Curling-Weltmeisterschaft in Lausanne und gewann mit einer Silbermedaille sein erstes Edelmetall. Ein Jahr später wurde er in Milwaukee Weltmeister.
Walchuk gehörte zur Mannschaft die 2001 die kanadischen Olympic Curling Trails gewann und vertrat Kanada bei den XIX. Olympischen Winterspielen im Curling auf der Spielerposition Third. Die Mannschaft gewann am 22. Februar 2002 die olympische Silbermedaille nach einer
5:6-Niederlage im Finale gegen Norwegen um Skip Pål Trulsen.

## Erfolge
- Weltmeister 1989
- 2. Platz Olympische Winterspiele 2002
- 2. Platz Weltmeisterschaft 1988